# Burgebrach
Burgebrach település Németországban, azon belül Bajorországban. Lakosainak száma 7174 fő (2023. december 31.).

## Története
A községet először 1023-ban nevezték „Urbs Ebraha” néven. II. Henrik császár a würzburgi egyházmegyének adományozta, amely 1377-ben eladta Burgebrachot a bambergi egyházmegyének. Burgebrach volt az eredeti plébániája a környék több mint 40 falujának. Georg Schaumburg bambergi püspök 1472. augusztus 21-én kapott vásárjogot.
A püspök kérésére 1499-ben három védőtornyot emeltek, cserébe a püspök elengedte a város adóját. A falakra nem volt szükség, mivel a mocsaras rétek és az Ebrach két mellékága sokáig megakadályozta az ellenséges támadásokat. Ennek köszönhetően Burgebrach megmenekült a huszita háborútól és a parasztháborútól. Csak 1550-ben támadta meg a hírhedt Albrecht Alcibiades márki, 1632. február 16-án pedig a harmincéves háború idején a svédek fosztogattak és pusztítottak itt. 1706-ban jelentős pénzbeli és természetbeni hozzájárulásokat kellett fizetni a franciáknak.
Az 1803-as császári deputációval a város az 1500 óta a frank császári kerülethez tartozó bambergi egyházmegyéből Bajorországhoz került.

## Nevezetességek
- Szent Vitus plébániatemplom - gótikus és barokk elemeket tartalmazó tornyának építését a 13. században kezdték el. A jobb oldalon a kórustérben a bambergi püspökséget adományozó Veit Stoss iskolájának alakjai állnak: Heinrich császár és felesége, Kunigunde.

A templomtéren egy hatszögletű homokkőházban bordás boltozatú, homlokzati kereszthajóval, szembenéző vonalzóval és középponton kívüli kupolával ellátott Olajfák hegye csoport áll.
- Plébániaház - egykor a hercegpüspök vadászkastélya volt, 1909-ben neoreneszánsz stílusban alakították át.
- Felső kapu - a város erődítményeiből megmaradt a Felső kapu (kapuzat 1720-ból), amely ma is a városházának ad otthont a hozzá épített közigazgatási épülettel.
- Windeck romjai Ampferbachban
- Egykori Amt bíróság/kerületi kórház, ma művelődési ház.
- Útmenti kegyhelyek - Útmenti kegyhely a hídnál, Beichtenmarter vagy Luthermarter néven ismert. Az egykori kapuerődítésen kívül áll ma a vásártér egyik lebenyén, a 728-as számú mezőn a Beichtenmarter („Gyóntatószentély”), nem sokkal távolabb pedig a Galgenberg - az Akasztófa-hegy.
- 1958-as helytörténeti felirat - „Hans Leisentritt” utolsó perceit írja le: „...A nap ezen a szeptemberi utolsó napon teljes fényességben emelkedett magasan a Jura fölé. Hans Leisentritt nem látta, és nem látta a kék eget sem, amikor az északi kapun tántorgott át. A Marter előtt a pataknál letérdelt, és még egyszer felolvasta a mondatot. Megfeszített Úr Jézus Krisztus, könyörülj rajtam! Szent irgalmassággal nézett a Kereszten az Úr a szegény bűnösre. A nyomorúság képe egy bilincsbe verve botorkált az akasztófa felé. Senki sem szaladt oda, hogy levágja róla a köteleket, hogy visszaszaladhasson a vásárvárosba, a templomba menekülhessen, és ezáltal megmenekülhessen. Senki sem akart segíteni neki. Így tántorgott tovább, egészen az akasztófáig. Ott a hóhér elvégezte kötelességét.”
- Útmenti kegyhely a magaslaton, ismert Ursula-Marter vagy Otto-Marter . Ez az útmenti kegyhely a mezőn álló No. 401-es számú házban áll, különösen említésre méltó, mivel szabadtéri oltárként is használható. A 280 cm magas barokk oltár a hátoldalán lévő felirat szerint 1703-ban készült; a fenti monogram - J. G. H. és M. C. H. - utalhat azokra, akik a szentélyt alapították. A lámpás a következő képeket mutatja: az út felé eső oldalon (keleti oldal) a Szentháromság ábrázolása; a hátoldalon (nyugati oldal) a sárkánnyal harcoló Szent György képe; a Burgebrach felé eső oldalon (déli oldal) Nepomuki Szent János; az Ampferbach felé eső oldalon (északi oldal) Szent Katalin. A lámpást és az oszlopot gyümölcstartók díszítik. A képeket fedő akantusz a lámpán a koronázó kereszt alapját képezi, amelyet valamikor ismeretlen időpontban eltávolítottak. A lámpás és az oszlop mérete megegyezik (50 × 30 cm). A felirat: „Ren. 1811” felirat felújításra utal. A legutóbbi - 20. századi - felújítást a Heimatverein Burgebrach („honismereti egyesület”) finanszírozta. Két legenda is kapcsolódik ehhez a helyhez, bár egyiknek a származása sem igazolható:Amikor 1203. február 1-jén a Würzburgból érkező, újonnan megválasztott bambergi püspök ide érkezett, már egy bambergi küldöttség várta az új földesurat. Ursula von Windeck (14. század) Szentháromság vasárnapján (a pünkösd utáni első vasárnap) lovascsapattal hajtott Burgebrachba az istentiszteletre. Amikor a kastélyból érkező hintó a főútra kanyarodott, Burgebrachban felgyúltak a petárdák; a lovak megborzongtak. Ursula egy fohászt küldött a Szentháromsághoz, és a közelgő szerencsétlenség elhárult. Ursula ezután egy útszéli kegyhelyet alapított.

## Népesség
A település népessége az elmúlt években az alábbi módon változott:
| Lakosok száma | 962  | 1472 | 3796 | 5037 | 6508 | 6627 | 6777 | 6862 | 7067 | 7174 |
|               | 1875 | 1950 | 1975 | 1987 | 2012 | 2014 | 2016 | 2017 | 2021 | 2023 |